# Puccinellia ladakhensis
Puccinellia ladakhensis là một loài thực vật có hoa trong họ Hòa thảo. Loài này được (H.Hartmann) Dickore miêu tả khoa học đầu tiên năm 1995.